# Bulgarische Neue Demokratie

Logo der Partei

Bulgarische Neue Demokratie (bulgarisch Българска нова демокрация Balgarska Nowa Demokrazija, kurz БНД/BND) ist eine Partei in Bulgarien.
Die BND wurde am 5. Dezember 2007 zunächst als parlamentarische Gruppe im bulgarischen Parlament von 14 ehemaligen Mitglieder der NDSW gegründet, die entweder aus der Partei ausgeschlossen worden waren oder sie freiwillig verlassen hatten. Am 11. Mai 2008 gründeten sie die gleichnamige Partei BND. Eines der Ziele der Partei ist es, eine Partei der Regionen zu sein. Zum Vorsitzenden der BND wurde Nikolaj Swinarow, ehemaliger Verteidigungsminister im Kabinett von Simeon Sakskoburggotski, gewählt.

## Wahlen 2009
Bei der Europawahl 2009 trat die Partei allein an, erhielt jedoch mit lediglich 11.679 Stimmen nur 0,45 %. Zu den Parlamentswahlen am 5. Juli 2009 nahm sie als Teil der Blauen Koalition teil.